# Pinus pringlei
Pinus pringlei är en tallväxtart som beskrevs av George Russell Shaw. Pinus pringlei ingår i släktet tallar, och familjen tallväxter. IUCN kategoriserar arten globalt som livskraftig. Inga underarter finns listade i Catalogue of Life.

## Bildgalleri

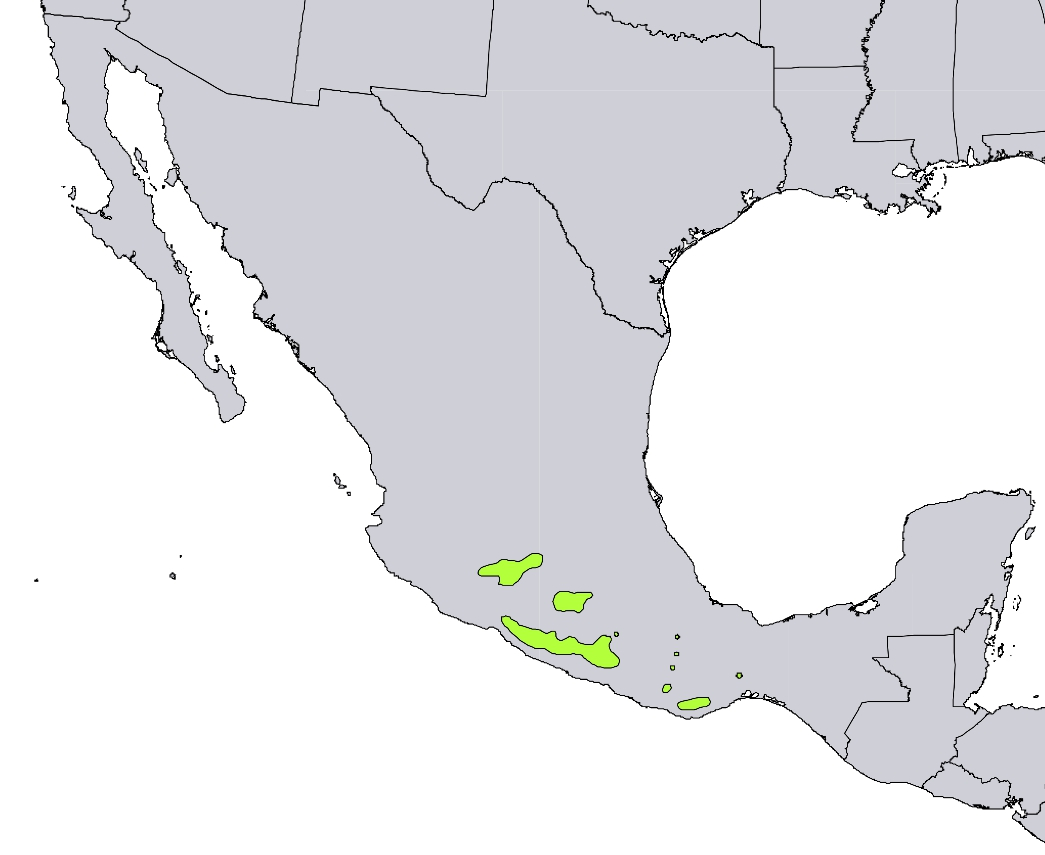